# Indigofera dyeri
Indigofera dyeri là một loài thực vật có hoa trong họ Đậu. Loài này được Britten miêu tả khoa học đầu tiên.